# اعضای جامعه ملل
بین سال‌های ۱۹۲۰ و ۱۹۳۹، در مجموع ۶۳ کشور عضو جامعه ملل شدند. میثاق تشکیل دهنده جامعه ملل در پیمان ورسای گنجانده شد و از ۱۰ ژانویه ۱۹۲۰ با انحلال جامعه ملل در ۱۸ آوریل ۱۹۴۶ لازم الاجرا شد. دارایی‌ها و مسئولیت‌های آن به سازمان ملل متحد منتقل شد.
بیشترین میزان شرکت در اتحادیه از ۲۸ سپتامبر ۱۹۳۴ (زمانی که اکوادور به آن پیوست) تا ۲۳ فوریه ۱۹۳۵ (زمانی که پاراگوئه انصراف داد) با ۵۸ عضو بود. در این زمان، فقط کاستاریکا (۲۲ ژانویه ۱۹۲۵)، جمهوری اول برزیل (۱۴ ژوئن ۱۹۲۶)، امپراتوری ژاپن (۲۷ مارس ۱۹۳۳) و آلمان نازی اکتبر ۱۹۳۳ خارج شده بود و فقط پادشاهی مصر برای پیوستن باقی مانده بود (در ۲۶ مه ۱۹۳۷).
اعضا (که از ابتدای پیوستن به جامعه ملل ذکر شده‌اند و به ترتیب حروف الفبا) آرژانتین، استرالیا، بلژیک، بولیوی، امپراتوری بریتانیا، کانادا، شیلی، چین، کلمبیا، جمهوری کوبا (۱۹۵۹-۱۹۰۲)، چکسلواکی، دانمارک، السالوادور، جمهوری سوم فرانسه، یونان، گواتمالا، هائیتی، هندوراس، هند، پادشاهی ایتالیا، لیبریا، هلند، قلمروی نیوزیلند، نیکاراگوئه، نروژ، پاناما، پاراگوئه، ایران، پرو، جمهوری دوم لهستان، پرتغال، پادشاهی رومانی، تایلند، اتحادیه آفریقای جنوبی، جمهوری دوم اسپانیا، سوئد، سوئیس، اروگوئه، ونزوئلا، پادشاهی یوگسلاوی، دولت فدرال اتریش، پادشاهی بلغارستان، فنلاند، لوکزامبورگ، آلبانی، استونی، لتونی، لیتوانی، پادشاهی مجارستان (۱۹۲۰–۱۹۴۶)، دولت آزاد ایرلند، امپراتوری اتیوپی، جمهوری دومینیکن، مکزیک، ترکیه، پادشاهی عراق، اتحاد جماهیر شوروی سوسیالیستی، پادشاهی افغانستان و اکوادور.
هنگام انحلال اتحادیه ملل در سال ۱۹۴۶، از ۴۲ عضو مؤسس، ۲۳ یا ۲۴ عضو، با احتساب فرانسه آزاد عضو بودند. ۲۱ کشور دیگر بین سال‌های ۱۹۲۰ و ۱۹۳۷ به این اتحادیه پیوستند، اما هفت کشور انصراف دادند و جامعه ملل را ترک کردند، یا قبل از سال ۱۹۴۶ اخراج شدند.
کشورها در سالی که به جامعه ملل پیوستند ذکر شده‌اند. کلمه «انصراف» نشان می‌دهد که کشوری به انتخاب خود ترک کرده‌است. اتحاد جماهیر شوروی در پی حمله به فنلاند در سال ۱۹۳۹ از اتحادیه اخراج شد و تنها کشوری بود که با این اقدام روبرو شد.
علیرغم تدوین مفهوم و امضای میثاق، ایالات متحده آمریکا هرگز به جامعه ملل نپیوست و برخی از کشورهای مستقل نسبتاً منزوی در آسیا نیز در جامعه ملل شرکت نکردند از جمله عربستان سعودی، پادشاهی متوکلی یمن، جمهوری خلق مغولستان، نپال و بوتان (کشور).

### نقشه

نقشه ای از جهان در سال‌های ۱۹۲۰–۱۹۴۵، که اعضای اتحادیه ملل را در طول تاریخ خود نشان می‌دهد
اعضا
مستعمرات اعضا
قیمومت‌ها
غیر اعضا
مستعمره‌های غیر اعضا

## فهرست کشورهای عضو بر اساس سال

### ۱۰ ژانویه ۱۹۲۰: (اعضای پایه‌گذار)
- آرژانتین (در سال ۱۳۰۰ خورشیدی، به دلیل رد شدن قطع‌نامه دولت آرژانتین، مبنی بر اینکه تمام دولت‌های مستقل اجازه یابند که به عضویت سازمان درآیند، از عضویت خود انصراف داد)[۴] این عضویت کامل را از ۲۶ سپتامبر ۱۹۳۳ از سر گرفت[۵])
- بلژیک
- بولیوی
- برزیل جمهوری اول برزیل (انصراف ۱۴ ژوئن ۱۹۲۶)
- امپراتوری بریتانیا عضویت جداگانه برای:[۶]
  -  پادشاهی متحد
  -  استرالیا
  -  کانادا
  -  هند (که بعدها زیر نظر کشور انگلستان شد، و همچنین در آن زمان، شامل کشورهای هند، پاکستان و بنگلادش بود)
  -  نیوزیلند قلمروی نیوزیلند
  -  آفریقای جنوبی اتحادیه آفریقای جنوبی
- شیلی (انصراف ۱۴ مه ۱۹۳۸)
- چین
- کلمبیا
- کوبا جمهوری کوبا (۱۹۵۹-۱۹۰۲)
- چکسلواکی (اشغال شده توسط آلمان نازی ۱۵ مارس ۱۹۳۹)[۷]
- دانمارک[۸]
- السالوادور (انصراف ۱۱ اوت ۱۹۳۷)
- فرانسه (فرانسه ویشی انصراف ۱۸ آوریل ۱۹۴۱)
- یونان
- گواتمالا (انصراف ۲۶ مه ۱۹۳۶)
- هائیتی (انصراف آوریل ۱۹۴۲)
- هندوراس (انصراف ۱۰ ژوئیه ۱۹۳۶)
- ایتالیا (انصراف ۱۱ دسامبر ۱۹۳۷)
- امپراتوری ژاپن (انصراف ۲۷ مارس ۱۹۳۳)
- لیبریا
- هلند
- نیکاراگوئه (انصراف ۲۷ ژوئن ۱۹۳۶)
- نروژ
- پاناما
- پاراگوئه (انصراف ۲۳ فوریه ۱۹۳۵)
- ایران
- پرو (انصراف ۸ آوریل ۱۹۳۹)
- لهستان
- پرتغال
- رومانی (انصراف ۱۱ ژوئیه ۱۹۴۰)[۹]
- تایلند (سیام، تغییر نام به تایلند از سال ۱۹۳۹)[۱۰]
- اسپانیا استقرار مجدد (اسپانیا) (انصراف مه ۱۹۳۹)
- سوئد
- سوئیس
- اروگوئه
- ونزوئلا (انصراف ۱۲ ژوئیه ۱۹۳۸)
- یوگسلاوی (شناخته شده به عنوان پادشاهی یوگسلاوی تا 1929)[۱۱]

### ۱۹۲۰
- جمهوری اول اتریش (پیوستن ۱۵ دسامبر ۱۹۲۰; اشغال و ضمیمه شده توسط آلمان نازی ۱۳ مارس ۱۹۳۸)
- بلغارستان (پیوستن ۱۶ دسامبر ۱۹۲۰)
- Costa Rica (پیوستن ۱۶ دسامبر ۱۹۲۰; انصراف ۲۲ ژانویه ۱۹۲۵)
- فنلاند (پیوستن ۱۶ دسامبر ۱۹۲۰)[۱۲]
- لوکزامبورگ (پیوستن ۱۶ دسامبر ۱۹۲۰)[۱۳]
- Albania (پیوستن ۱۷ دسامبر ۱۹۲۰)[۱۴]

### ۱۹۲۱
- استونی (پیوستن ۲۲ سپتامبر ۱۹۲۱; اشغال کشورهای حوزه دریای بالتیک توسط شوروی توسط اتحاد جماهیر شوروی سوسیالیستی در ۱۹۴۰)
- لتونی (پیوستن ۲۲ سپتامبر ۱۹۲۱; اشغال و در سال ۱۹۴۰ توسط اتحاد جماهیر شوروی ضمیمه شد)
- لیتوانی (پیوستن ۲۲ سپتامبر ۱۹۲۱; اشغال و در سال ۱۹۴۰ توسط اتحاد جماهیر شوروی ضمیمه شد)

### ۱۹۲۲
- مجارستان (پیوستن ۱۸ سپتامبر ۱۹۲۲; انصراف ۱۱ آوریل ۱۹۳۹)

### ۱۹۲۳
- ایرلندی دولت آزاد (پیوستن ۱۰ سپتامبر ۱۹۲۳, شناخته شده به عنوان جمهوری ایرلند از ۱۹۳۷)
- امپراتوری اتیوپی (پیوستن ۲۸ سپتامبر ۱۹۲۳)

### ۱۹۲۴
- Dominican Republic (پیوستن ۲۸ سپتامبر ۱۹۲۴)

### ۱۹۲۶
- آلمان (پیوستن ۸ سپتامبر ۱۹۲۶; انصراف ۱۹ اکتبر ۱۹۳۳)

### ۱۹۳۱
- مکزیک (پیوستن ۹ سپتامبر ۱۹۳۱, شناسایی شده ۱۲ سپتامبر ۱۹۳۱)[۱۵]

### ۱۹۳۲
- ترکیه (پیوستن ۱۸ ژوئیه ۱۹۳۲)
- عراق (پیوستن ۳ اکتبر ۱۹۳۲)

### ۱۹۳۴
- اتحاد جماهیر شوروی (پیوستن ۱۸ سپتامبر ۱۹۳۴; ۱۴ دسامبر ۱۹۳۹ اخراج شد)
- افغانستان (پیوستن ۲۷ سپتامبر ۱۹۳۴)
- اکوادور (پیوستن ۲۸ سپتامبر ۱۹۳۴)

### ۱۹۳۷
- مصر (پیوستن ۲۶ مه ۱۹۳۷) (آخرین کشوری که قبل از جنگ جهانی دوم به آن پیوست)